# Heringsdorf (Szlezwik-Holsztyn)
Heringsdorf – gmina w Niemczech w kraju związkowym Szlezwik-Holsztyn, w powiecie Ostholstein, wchodzi w skład urzędu Oldenburg-Land.